# GBoost
GBoost — бесплатная утилита для 32-битных и 64-разрядных операционных систем Microsoft Windows, которая предназначена для решения проблемы нехватки ресурсов за счёт отключения системных служб, модулей, виртуальных дисков и программ на всё время игрового процесса для настройки компьютера на максимальное быстродействие.

## Описание
GBoost способна отключить системные службы и программы на всё время, когда пользователь запустил игровой сеанс компьютерной игры. Подобный метод позволяет уменьшить нагрузку на процессор компьютера и освобождает дополнительные мегабайты оперативной памяти для предоставления более быстрой работы системы.
При нажатии «Press to Boost» GBoost отключает многие непринудительные для работы, но требовательные к ресурсам компьютера программного обеспечения. Какие это службы или программы, можно узнать, а также изменить полученный список, переключив утилиту в расширенный режим работы — Advanced Mode.

### Режимы работы
Утилита поддерживает два режима —
- обычный — режим, который делает всё автоматически (этот режим всегда можно отключить и восстановить прежние параметры, для этого нужно просто нажать в программе кнопку «Restore», также сброс настроек произойдет при перезагрузке компьютера);
- расширенный — режим, который позволяет пользователю собственноручно выбрать и настроить, какие службы и прикладные программы следует отключать.

### Ключевые особенности
- Лёгкость в использовании.
- Не совершает искусственного увеличения тактовой частоты процессора.
- Не редактирует системный реестр Windows и не вносит изменений в настройки в операционной системы.
- Закрывает рабочие программы автоматически без предварительного предупреждения.
- Запуск современных игр на достаточно слабых машинах.
- Отсутствие манипуляций с аппаратными компонентами.